# Fédération du Ghana de football
La Fédération du Ghana de football (Ghana Football Association (en) GFA) est une association regroupant les clubs de football du Ghana et organisant les compétitions nationales et les matchs internationaux de la sélection du Ghana.

## Histoire
La fédération nationale du Ghana a été fondée en 1957. Elle est affiliée à la FIFA depuis 1958 et membre de la CAF depuis la même année.
Le 7 juin 2018, le gouvernement du Ghana annonce qu'il a décidé de prendre des mesures immédiates pour dissoudre la fédération ghanéenne de football, après les révélations d'une enquête journalistique sur la corruption de dirigeants et d'arbitres.

## Équipe nationale
- Équipe du Ghana de football
- Équipe du Ghana féminine de football
- Équipe du Ghana olympique de football
- Équipe du Ghana des moins de 20 ans de football
- Équipe du Ghana des moins de 17 ans de football

## Présidents
- 1957-1960: Mr. Ohene Djan (en)
- 196-1967: Mr. Henry Plange Nyemitei (en)
- 1967-1968: Nana Fredua Mensah
- 1968-1971: Mr. Henry Plange Nyemitei (en)
- 1971-1972: Mr. Henry Djaba
- 1972-1973: Robert Kotei (en)
- 1973-1975: Col. Brew-Graves
- 1975-1977: Maj. George Lamptey
- 1977-1979: Maj. D. O. Asiamah
- 1979: Mr. I. R. Aboagye
- 1979-1980: Mr. Samuel Okyere
- 1980-1982: Mr. S. K. Mainoo
- 1982-1983: Mr. Zac Bentum
- 1983-1984: Mr. L. Ackah-Yensu
- 1984: Mr. L. T. K. Caesar
- 1984-1986: Mr. E. O. Teye
- 1986-1990: Mr. Samuel Okyere
- 1990-1992: Mr. Awuah Nyamekye
- 1992-1993: Mr. Joe Lartey
- 1993-1997: Mr. Samuel Brew-Butler
- 1997-2001: Alhaji M. N. D. Jawula (en)
- 2001-2004: Ben Koufie (en)
- 2004-2005: Nyaho Nyaho-Tamakloe (en)
- 2005-2018: Kwesi Nyantakyi (en)
- Depuis 2019: Kurt Okraku